# بيني ماكراي
بيني ماكراي (بالإنجليزية: Bennie McRae)‏ هو منافس ألعاب قوى أمريكي، ولد في 8 ديسمبر 1939 في أبردين في الولايات المتحدة، وتوفي في 22 نوفمبر 2012 في كولومبيا في الولايات المتحدة.

## وصلات خارجية
- بيني ماكراي على موقع مرجع كرة القدم المحترفة.كوم (الإنجليزية)